# Amiri Baraka
Amiri Baraka, tidigare känd under namnet LeRoi Jones, född som Everett LeRoi Jones 7 oktober 1934 i Newark, New Jersey, död 9 januari 2014 i Newark, New Jersey, var en afro-amerikansk poet, dramatiker, romanförfattare, essäist och musikkritiker. 

## Biografi
Amiri Baraka förknippades ursprungligen med beat-författarna i Greenwich Village. Tillsammans med sin fru poeten Hettie Jones grundade han bokförlaget Totem Press 1958, och gav ut författare som Jack Kerouac, Allen Ginsberg, Ed Dorn och Frank O'Hara. Förlaget drev även tidskriften Yugen (1958-62). I början av 1960-talet medverkade han också som redaktör för tidskriften Kulchur (1960-65) och för ytterligare en tidskrift som hette Floating Bear (1961-63). 
På 1960-talet kämpade han för de svartas rättigheter och ingick i The Black Arts Movement. 
1968 bytte LeRoi Jones namn till Amiri Baraka.
Från 1985 verkade han som professor vid State University of New York.